# テイラー市営空港
'テイラー市営空港（テイラーしえいくうこう、Taylor Municipal Airport、(FAA LID: T74)）は、アメリカ合衆国テキサス州]ウィリアムソン郡の都市テイラーの中心業務地区 (CBD)から西に2海里（およそ4km）に位置する、市が所有している公共用の空港。
この空港は、国道79号線沿いにあり、テイラー市や周辺地域の経済発展において、重要な構成要素となっている。テキサス州の運輸航空局 (The Texas Department of Transportation Aviation Division) は、この空港を、一般利用ビジネス・サービス用空港 (general utility business service airport) と位置付けている。
この空港では、年に数回のフライ・イン行事が催され、周辺地域の各地から自家用機が集まってくる。
空港近傍の宿泊、食事、陸上交通の施設としては、ベストウエスタン・ホテル、マス・フヒタス・レストラン&バー (Mas Fajitas Restaurant and Bar)、エンタープライズ・レンタカーなどがある。

## 歴史
もともとの始まりは、1930年代に設けられた草地の飛行場であり、滑走路が舗装されたのは、1970年代のことであった。空港が市の所有となったのは、1998年のことであった。2000年に滑走路が延長され、それまでの3,000フィートから4,000フィートに伸びた。

## 施設と航空機
テイラー市営空港は、敷地面積 106エーカー (43 ha)、海抜標高 600フィート (183 m) である。アスファルト舗装の滑走路が1本あり、その 17/35 滑走路は 1,219 x 23m（4,00 x 75 フィート）である。
2008年7月16日までの1年間において、飛行機の発着総数は 26,100件、1日平均 71件であり、そのすべてがゼネラル・アビエーションであった。この時点で、この空港を基地とする航空機は 11機あり、その91%が単発機、9％が双発以上の多発機であった。